# Mount Mackay National Park
Mount Mackay National Park är en park i Australien. Den ligger i delstaten Queensland, omkring 1 300 kilometer nordväst om delstatshuvudstaden Brisbane.
Runt Mount Mackay National Park är det mycket glesbefolkat, med 4 invånare per kvadratkilometer.. Närmaste större samhälle är Tully, nära Mount Mackay National Park.
I omgivningarna runt Mount Mackay National Park växer i huvudsak städsegrön lövskog. Genomsnittlig årsnederbörd är 2 747 millimeter. Den regnigaste månaden är mars, med i genomsnitt 608 mm nederbörd, och den torraste är oktober, med 45 mm nederbörd.